# بقعه سید تاج‌الدین غریب
بقعه سیدتاج الدین غریب مربوط به دوره قاجار است و در شیراز، دروازه کازرون، بلوار سیبویه، ابتدای گذر سنگ سیاه واقع شده و این اثر در تاریخ ۱۱ دی ۱۳۸۰ با شمارهٔ ثبت ۴۵۱۳ به‌عنوان یکی از آثار ملی ایران به ثبت رسیده‌است.